# 松明院
松明院（しょうみょういん）は、愛知県岡崎市細川町にある浄土宗の寺院。岡崎観光きらり百選に選定されている。

## 概要

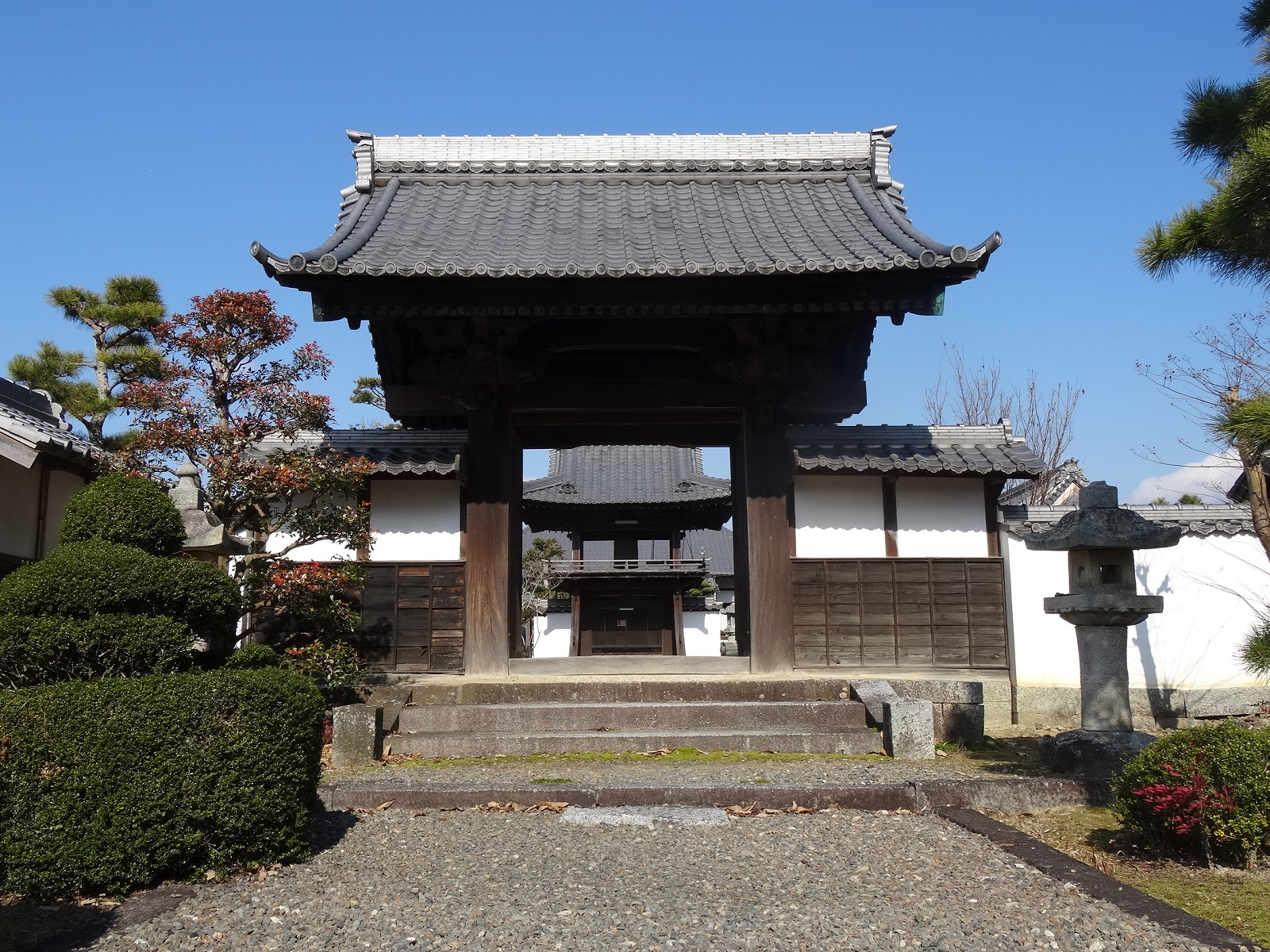
松明院総門

1368年（応安元年）、加茂郡大給（現・豊田市大内町）に小さな仏堂が建てられる。1510年（永正7年）、大給松平家の祖、松平乗元がこれを再建して称明院と名付けた。開山は隣翁 本公（りんよ ほんこう）大和尚（だいかしょう）で、乗元の弟と伝えられている。乗元は大給城のほか細川城も併有し、両地域の土地を領有していた。乗元の死後、その戒名である松明院が寺名とされた。
1582年（天正10年）、第5代松平真乗によって現在の地へ移転。1615年（元和元年）、真乗の次男の松平真次が分家して立てた奥殿松平家の菩提寺となった。近世は大樹寺末。1764年（明和元年）、大給松平家第11代松平乗祐が山形より西尾に転ずると、同家の准菩提寺ともなった。
19世紀初め、19世教誉詮応の代に大修復が行われ、両藩主の寄進によって鐘楼門・庫裡・総門が建立された。
1820年（文政3年）頃、銃眼のある土塀が松平氏の寄進によって作れた。その後、1864年（元治元年）の天狗党の乱の折、挙兵した尊皇攘夷派の大挙上洛にそなえ、岡崎藩・西尾藩が出兵して駐屯した。
1827年（文政10年）、庫裡の裏手に寺子屋が建てられ、明治の学制発布まで続いた。
1871年（明治4年）、境内の蓮生庵に細川学校が創設された（現在の岡崎市立細川小学校）。

## 交通手段
- 名鉄名古屋本線「東岡崎駅」下車、名鉄バス 奥殿陣屋行他「細川」バス停下車、徒歩で約10分[2]。